# Premielening
Een premielening is een obligatielening, waarbij de houder bij uitloting naast de nominale waarde kans kan hebben op een premie. Tegen deze premie staat meestal een lager rentepercentage of een percentage van nihil. Voor de Tweede Wereldoorlog en in de jaren 50 van de twintigste eeuw waren deze obligatieleningen zeer gangbaar.
De uitgevende instellingen zijn veelal gemeenten en charitatieve instellingen.
Voorbeeld is de 2½% Woningbouw Premielening 1951/2001 van de gemeente Amsterdam met een nominale waarde van fl.100,-. In de jaren 1952 t/m 2001 werd elk jaar 500 obligaties uitgeloot met een premie oplopend van fl.125,- tot fl.100.000,-. In 2001 werd tevens het restant van 75.000 obligaties tegen de nominale waarde afgelost.
De laatst bekende premieobligatie is de 4%-premielening 1990/2000 van het Rode Kruis. 
De uitloting geschiedde op basis van het physieke nummer van de obligatie (zeg maar het lotnummer). Door de invoering van het girale effectenverkeer is uitgifte van dit type obligatie vrijwel onmogelijk geworden.